# Algorithmus von Gilmore
Der Algorithmus von Gilmore (auch Gilmore-Algorithmus) basiert auf dem Satz von Herbrand und liefert ein Semi-Entscheidungsverfahren um  prädikatenlogische Formeln auf Unerfüllbarkeit zu testen.
Es gilt:
{\displaystyle \operatorname {\textit {Gilmore}} \left(E\left(F\right)\right)={\begin{cases}{\mathrm {\textit {halt}} },&{\text{wenn }}F{\text{ unerfüllbar}}\\{\mathrm {\textit {undef}} },&{\text{wenn }}F{\text{ erfüllbar}}\end{cases}}}
Die abzählbare Menge {\displaystyle E\left(F\right)=\left\{A_{1},A_{2},...\right\}} sei die Herbrand-Expansion zu F und dient als Eingabe des Algorithmus.
Pseudocode:
- {\displaystyle k{:=}1}
- Solange {\displaystyle \bigwedge _{i=1}^{k}A_{i}} (aussagenlogisch) erfüllbar ist, setze {\displaystyle k{:=}k+1}
- Halt. (Ausgabe: unerfüllbar)

Man sieht, dass der Algorithmus semi-entscheidbar ist, da er nur in endlicher Zeit hält, wenn er Unerfüllbarkeit feststellt.